# Alexis Denisof
Alexis Denisof est un acteur américain, né le 25 février 1966 à Salisbury (Maryland).

## Biographie

### Jeunesse
D'origine russe, Alexis Denisof naît dans le Maryland mais part avec sa mère pour Seattle à l'âge de 3 ans. Il fait ensuite ses études secondaires à la Saint-Paul's Boarding School de Concord.
Il part pour Londres à l'âge de 17 ans et étudie à la London Academy of Music and Dramatic Art. Il réside dans la capitale anglaise pendant 13 ans.

### Carrière
L'un de ses premiers rôles est une apparition dans le clip de George Harrison, Got My Mind Set on You (1987). Il apparaît ensuite dans des petits rôles dans plusieurs films et séries télévisées avant de retourner aux États-Unis à la fin des années 1990. Il s'installe à Los Angeles mais a des difficultés à trouver des rôles lors de la première année qu'il passe là-bas.
En 1999, il obtient le rôle de Wesley Wyndam-Pryce dans la troisième saison de la série télévisée à succès Buffy contre les vampires. C'est Anthony Stewart Head, avec qui il a joué en 1993 dans une pièce de théâtre, qui le recommande pour ce rôle qui le rend célèbre.
Il rejoint ensuite le spin-off Angel, où son rôle est considérablement développé durant les cinq saisons du programme, diffusées entre 1999 à 2004. 
Il tourne néanmoins peu par la suite. Il se contente d'une apparition dans la série médicale Private Practice en 2008, et de rejoindre How I met your mother, la série de son épouse à la ville Alyson Hannigan, pour un rôle récurrent comique, celui de Sandy Rivers entre 2006 et 2014.
C'est Joss Whedon, le créateur de Buffy, qui le sollicite pour un personnage plus développé en 2009. Il joue ainsi le sénateur Daniel Perrin le temps de quatre épisodes de l'éphémère série de science-fiction Dollhouse. C'est surtout en 2013 que Whedon lui offre de nouveau une belle occasion, en lui confiant le premier rôle de son troisième long-métrage, le drame indépendant, Beaucoup de bruit pour rien. Cette adaptation du classique de Shakespeare lui donne également la possibilité de donner de nouveau la réplique à Amy Acker, sa partenaire à l'écran.
Après quelques apparitions dans des séries de genre, c'est cette fois le co-créateur d'Angel, David Greenwalt, qui lui propose un rôle récurrent : celui du prince Viktor Albert Wilhelm George Beckendorf dans la série fantastique Grimm, qu'il joue cette fois durant 17 épisodes, étalés entre 2013 et 2015. 
Cette visibilité lui permet de décrocher enfin un rôle principal : celui du père de famille de la série sentimentale Finding Carter. Il interprète ce personnage entre 2014 et 2016, date d'arrêt de la série, au bout de seulement deux saisons.

### Vie privée

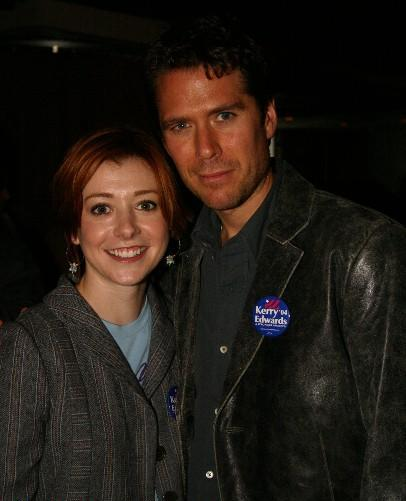
En octobre 2004, avec sa compagne Alyson Hannigan.

Depuis le 11 octobre 2003, il est marié à Alyson Hannigan qui jouait le rôle de Willow Rosenberg dans la série Buffy contre les vampires. Le couple partage également l'écran dans la série How I Met Your Mother, où Alexis campe de temps en temps le personnage de Sandy Rivers.
Le couple a deux filles prénommées Satyana, née le 24 mars 2009 (jour de l'anniversaire d'Alyson Hannigan) et Keeva Jane, née le 23 mai 2012 à Los Angeles. Ils vivent à Santa Monica.

## Théâtre
- 2006 : All My Sons

## Filmographie

### Cinéma

#### Longs métrages
- 1989 : Traqué par son roman (Murder Story) d'Eddie Arno et Markus Innocenti : Tony Zonis
- 1991 : La Neige et le Feu de Claude Pinoteau : David
- 1992 : Dakota Road de Nick Ward : Jacob
- 1995 : Les Péchés mortels (Innocent Lies) de Patrick Dewolf : Christopher Wood
- 1995 : Lancelot (First Knight) de Jerry Zucker : Sir Gaheris
- 1996 : True Blue de Ferdinand Fairfax : Ed Fox
- 1998 : Les Folies de Margaret (The Misadventures of Margaret) de Brian Skeet : Dr Lipi
- 1999 : Trader (Rogue Trader) de James Dearden : Fernando Gueller
- 2001 : Braquage au féminin (Beyond the City Limits) de Gigi Gaston : Yuri
- 2011 : Amour, Mariage et Petits Tracas (Love, Wedding, Marriage) de Dermot Mulroney : Lloyd (sorti directement à la télévision en France)
- 2012 : Avengers (The Avengers) de Joss Whedon : l'Autre
- 2012 : Little Women, Big Cars de Melanie Mayron : Woody
- 2013 : Beaucoup de bruit pour rien (Much Ado About Nothing) de Joss Whedon : Benedict
- 2014 : Les Gardiens de la Galaxie de James Gunn : l'Autre

#### Films d'animation
- 2002 : La Légende de Tarzan et Jane de Steve Loter et Lisa Schaffer : Nigel Taylor (voix originale)
- 2011 : All-Star Superman de Sam Liu : Dr Leo Quintum (voix originale)
- 2012 : La Ligue des justiciers : Échec (Justice League: Doom) de Lauren Montgomery : le Maître des miroirs (voix originale)

### Télévision

#### Téléfilms
- 1994 : Faith de John Strickland : Joel
- 1994 : Roméo et Juliette d'Alan Horrox : Tybalt
- 1997 : Sharpe's Revenge de Tom Clegg : Rossendale
- 1997 : Sharpe's Justice de Tom Clegg : Rossendale
- 1997 : Sharpe's Waterloo de Tom Clegg : Rossendale
- 1997 : Péril en mer (Hostile Waters) de David Drury : John Baker

#### Séries télévisées
- 1991 : Shrinks : Dexter (saison 1, épisode 3)
- 1994 : Soldier Soldier : le lieutenant Bob Steadman (saison 4, épisode 6)
- 1997 : Crime Traveller : rôle inconnu (saison 1, épisode 3)
- 1997 : Highlander : Steve Banner (saison 6, épisode 4)
- 1998 : Ghost Cop : Jonah Blade (saison 1, épisode 1)
- 1998 : Inspecteur Wexford (Ruth Rendell Mysteries) : Dennis (saison 11, épisode 7)
- 1999 : L'Arche de Noé (Noah's Ark) :Cham (mini-série en 6 épisodes)
- 1999 : Buffy contre les vampires (Buffy the Vampire Slayer) : Wesley Wyndam-Pryce (9 épisodes)
- 1999-2004 : Angel : Wesley Wyndam-Pryce (101 épisodes)
- 2000 : Mon ami le fantôme (Randall and Hopkirk (deceased)) : Richard Shelley (saison 1, épisode 4)
- 2006 / 2011-2012 : How I Met Your Mother : Sandy Rivers (9 épisodes)
- 2008 : Private Practice : Daniel (saison 2, épisode 6)
- 2009 : Dollhouse : le sénateur Daniel Perrin (4 épisodes)
- 2012 : Little Women, Big Cars 2 : Woody (projet de série annulé)
- 2012-2013 : H+ : Conall Sheehan (5 épisodes)
- 2013 : Perception : Dr Randall Vetter (saison 2, épisode 6)
- 2013-2014 : Grimm : le prince Viktor Albert Wilhelm George Beckendorf (saison 3, épisodes 7 et 12)
- 2014 : Finding Carter : David Wilson
- 2018 : Les Nouvelles Aventures de Sabrina (Chilling Adventures of Sabrina) : Adam Masters (saison 2)
- 2019 - 2022 : Legacies : Professeur Rupert Vardemus (rôle récurrent saison 2, invité saison 4)
- 2023 : How I Met Your Father : Sandy Rivers (1 épisode)

#### Séries d'animation
- 2001 : Batman, la relève (Batman Beyond) : Zander (voix originale - saison 3, épisodes 10 et 11 : Cobra, première et deuxième partie)
- 2001 : La Légende de Tarzan (The Legend of Tarzan) : Henry (voix originale - saison 1, épisode 25)
- 2006 : La Ligue des justiciers (Justice League) : Sam Scudder / le Maître des miroirs / Tony (voix originale - saison 5, épisode 5 : Gloire éphémère)

## Voix francophones
En France, Éric Legrand est la voix régulière d'Alexis Denisof.
En France
| - Éric Legrand dans : - Buffy contre les vampires (série télévisée) - Angel (série télévisée) - How I Met Your Mother (1re voix, série télévisée) - Private Practice (série télévisée) - Dollhouse (série télévisée) - Amour, Mariage et Petits Tracas - Perception (série télévisée) - Legacies (série télévisée) | Et aussi - Pierre Tessier dans Trader - Emmanuel Rausenberger dans How I Met Your Mother (série télévisée - 2e voix) - Gérard Dessalles dans La Ligue des justiciers (voix) - Vincent Ropion dans All-Star Superman (voix) - Patrick Béthune (*1956 - 2017) dans Avengers - Jérôme Pauwels dans La Ligue des justiciers : Échec (voix) - Yann Guillemot dans Grimm (série télévisée) - Franck Dacquin (Belgique) dans Finding Carter (série télévisée) - Arnaud Arbessier dans Les Nouvelles Aventures de Sabrina (série télévisée) - Jean-Philippe Desrousseaux dans How I Met Your Father (série télévisée) |

Au Québec